# Georgina Ávila Silva
Georgina Ávila Silva (Chihuahua, Chihuahua, 24 de octubre de 1973) es una abogada mexicana que se desempeña como Consejera Estatal Electoral en el Instituto Estatal Electoral de Chihuahua donde preside la Comisión de Derechos Humanos y Equidad de Género. Es reconocida por impulsar acciones en favor de la paridad de género e inclusión en materia electoral y busca visibilizar la violencia política contra las mujeres en razón de género. Fue la primera Presidenta del Observatorio de Participación Política de las Mujeres en el estado de Chihuahua.

## Trayectoria
Es licenciada en Derecho y maestra en Administración de Recursos Humanos por la Universidad Autónoma de Chihuahua. Ha realizado estudios doctorales en Derecho Constitucional y Derechos Humanos en el Instituto Iberoamericano de Derecho Electoral. 
Se desempeña como Consejera Electoral del Instituto Estatal Electoral de Chihuahua, así como fue parte del equipo de asesorías del mismo Instituto de febrero de 2017 a octubre de 2018.
Cuenta con más de 10 años de experiencia en asesoría legal y litigio en materias de derecho corporativo, agrario, administrativo y civil. 
Fue la primera Presidenta del Observatorio de Participación Política de las Mujeres en el estado de Chihuahua, instalado desde diciembre de 2020, así como forma parte de la Asociación de Consejeras Estatales Electorales y de la Red Nacional de Consejeras y Consejeros por una Democracia Incluyente.

### Trayectoria como Consejera Estatal Electoral
Ostenta este cargo desde el 3 de noviembre de 2018. Preside las Comisiones de Derechos Humanos, Igualdad y Paridad de Género, de Seguimiento a las Actividades de la Dirección Ejecutiva Prerrogativas y Partidos Políticos.
Es vocal de las comisiones de Seguimiento a las Actividades de la Dirección Ejecutiva de Organización Electoral, de Seguimiento a las Actividades de Administración y de Quejas y Denuncias.
Como parte de sus actividades, ha organizado y moderado los talleres denominados “Quiero ser Candidata” impartidos por el Instituto Estatal Electoral de Chihuahua, al igual que ha participado como ponente en diversas charlas, talleres y conferencias sobre derechos político-electorales, violencia política contra las mujeres, paridad e inclusión de todas las personas en procesos electorales a nivel local y nacional.